# Vera Čaplina
Vera Vasil'evna Čaplina (in russo Ве́ра Васи́льевна Ча́плина?; Mosca, 24 aprile 1908 – Mosca, 19 dicembre 1994) è stata una scrittrice russa per bambini. Ha lavorato per più di vent'anni allo zoo di Mosca e la maggior parte del suo lavoro è dedicata agli animali dello zoo, tra cui la famosa leonessa Kinuli.

## Biografia
Nacque il 24 aprile (7 maggio nel calendario gregoriano) 1908 a Mosca, in una famiglia di nobili ereditari. Suo nonno era il professor Vladimir Michajlovič Čaplin, grande ingegnere specializzato in sistemi di riscaldamento, mecenate e precettore dell'architetto Konstantin Melnikov. Sua madre, Lidia Vladimirovna Čaplina, si era diplomata al Conservatorio di Mosca; suo padre, Vasilij Michajlovič Kutyrin, era un avvocato.
Nel 1918, dopo la rivoluzione, Lidia portò i suoi tre figli a Tashkent dove la piccola Vera, di 10 anni, scappò e si ritrovò in un orfanotrofio. Grande amante degli animali, Vera riuscì ad allevare gattini, cuccioli, pulcini, ecc. con i quali condivideva la sua misera razione, nonostante i divieti dei suoi educatori.
La madre alla fine ritrovò Vera e nel 1923 tornarono a Mosca. Ben presto la quindicenne ha iniziato a frequentare lo zoo ed è entrata a far parte del Club dei giovani biologi diretto dal professor Pëtr Manteuffel. La futura scrittrice non solo si occupava dei piccoli animali che dovevano essere allattati con il biberon, ma osservava anche gli abitanti dello zoo, conduceva ricerche scientifiche e cercava di far sentire gli animali meno prigionieri.

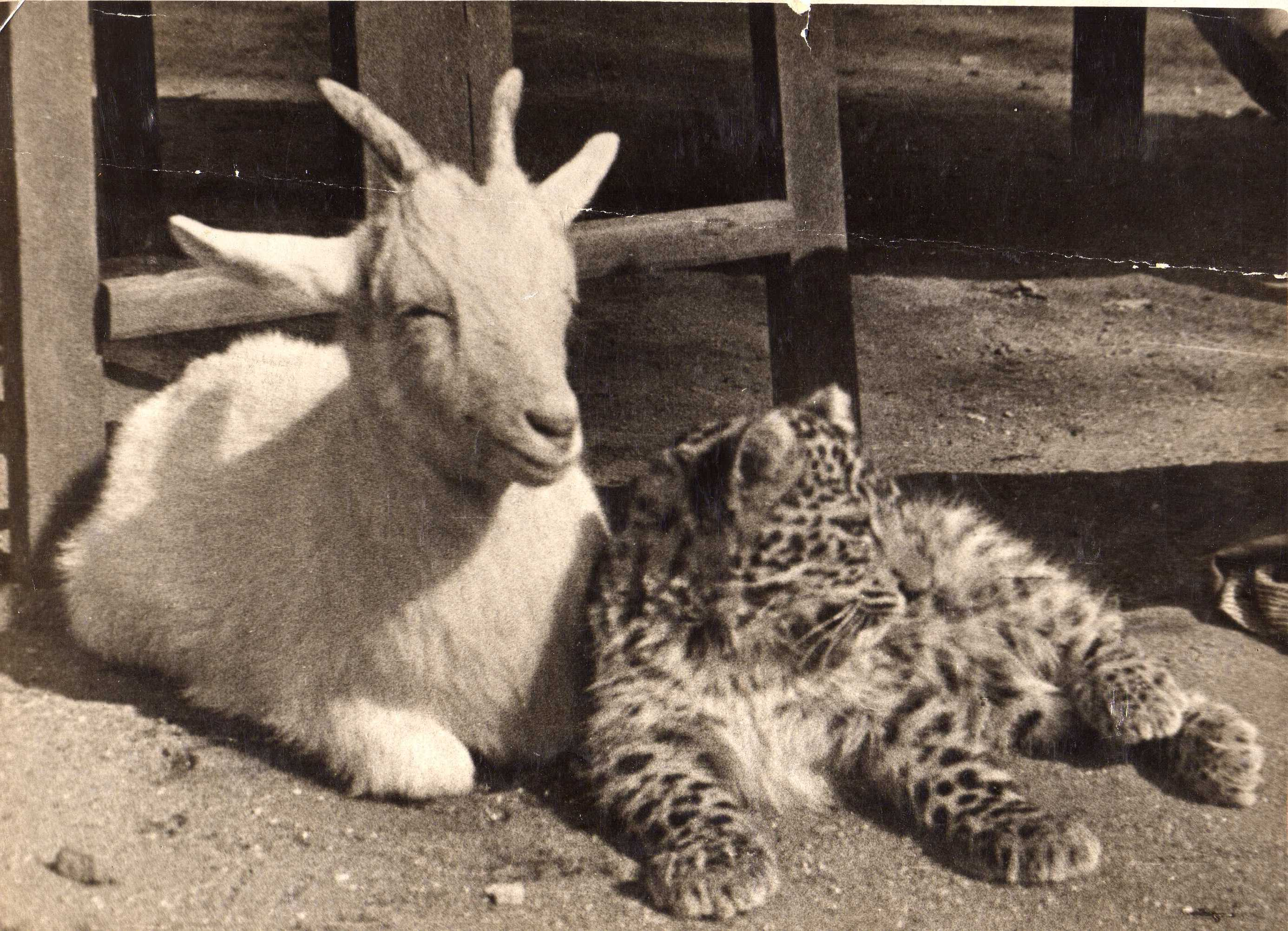
Terreno dei giovani animali. 1937

All'età di 25 anni, Vera Čaplina ha introdotto importanti innovazioni nello zoo di Mosca. Sarà sempre ricordata come l'iniziatrice e la leader del «terreno dei giovani animali» creato nel 1933, dove non solo venivano allevati i giovani animali che le madri si rifiutavano di nutrire, ma i diversi animali venivano fatti convivere in pace. Questo esperimento ha suscitato grande interesse tra i visitatori e il terreno dei giovani animali è rimasto per molti anni uno dei «biglietti da visita» dello zoo di Mosca.
Nello stesso periodo, i primi racconti di Vera Čaplina apparvero sulla rivista Giovane naturalista (rivista sovietica per bambini sulla natura). Subito dopo queste pubblicazioni, la casa editrice Detgiz ha firmato un contratto con lei per un libro sul terreno dei giovani animali. Il libro, intitolato I piccoli del terreno verde («Малыши с зеленой площадки»), fu pubblicato nel 1935 e ottenne un discreto successo, ma la giovane scrittrice criticò il suo libro, che revisionò notevolmente per una nuova raccolta di racconti, e non lo inserì affatto nelle edizioni successive. Il secondo libro di Čaplina, I miei allievi («Мои воспитанники», 1937), fu decisivo: i racconti in esso contenuti non solo dimostrano che la scrittrice aveva trovato il suo stile, ma sono tra i migliori della sua opera. Così, la storia della leonessa Kinuli è diventata un vero e proprio bestseller.

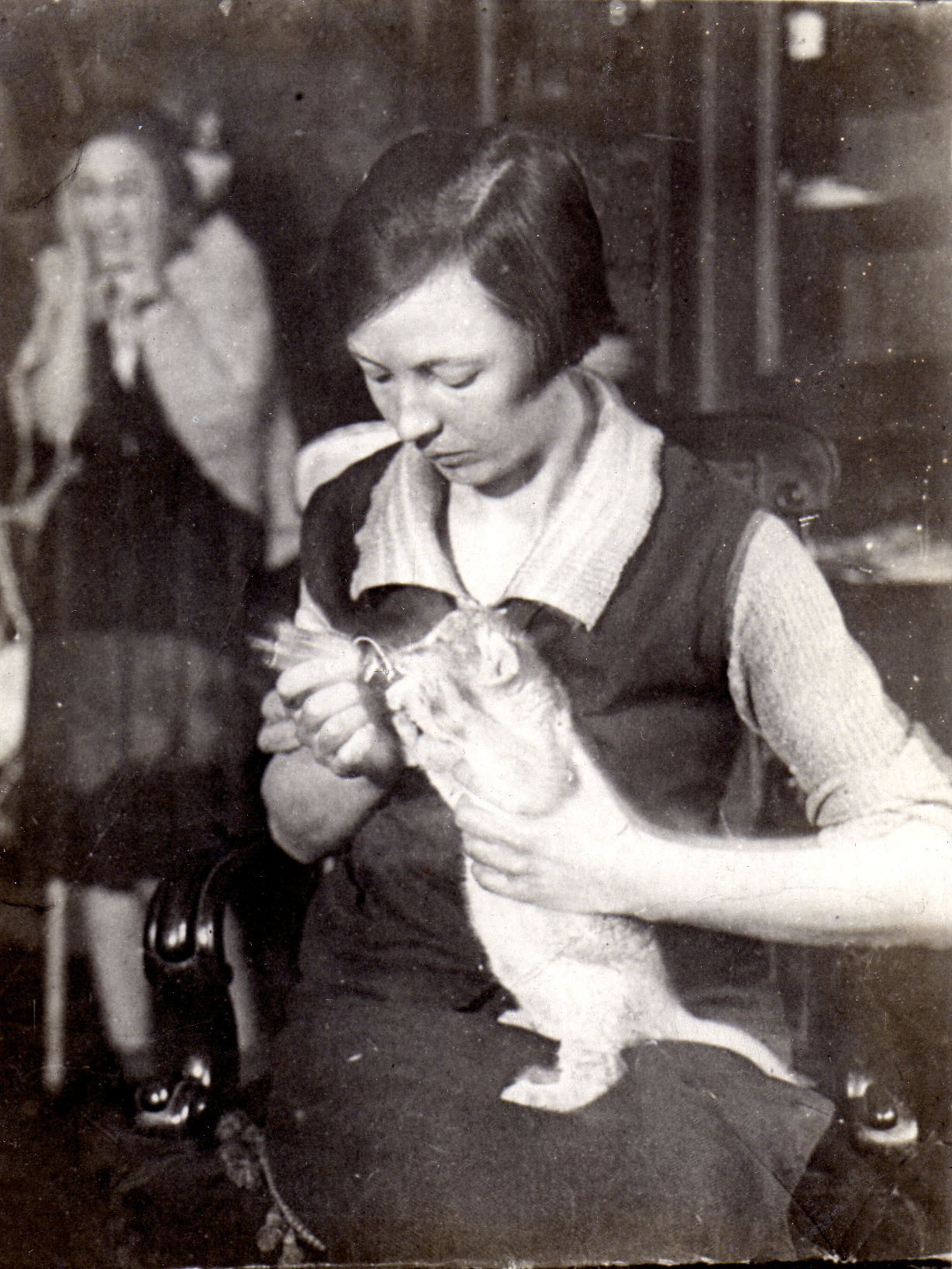
Vera Čaplina nutre la leonessa Kinuli

Nel 1935, una delle leonesse dello zoo si rifiutò di nutrire i suoi cuccioli e, dopo che tre cuccioli morirono, Vera Čaplina adottò il quarto e lo portò a casa (nell'appartamento comune dove viveva con il marito, il figlio e il fratello). A questa piccola leonessa dà il nome di Kinuli (Кинули, «abbandonata» in russo). Allevato dalla stessa Vera e da un cane pastore scozzese, Kinuli è diventato la beniamina di tutti, soprattutto dei bambini della casa. Nel 1936, Kinuli tornò allo zoo dove Vera continuò a farle visita.
La storia inizia nella primavera del 1935 e in autunno è già ben nota non solo a Mosca, ma anche oltre, grazie a numerosi articoli di stampa e servizi sui giornali cinematografici. Vera Čaplina è stata bombardata da lettere di bambini e adulti sconosciuti provenienti da tutto il paese. La sua fama divenne rapidamente internazionale: a dicembre, il giornale americano The Christian Science Monitor pubblicò un importante articolo su Vera Čaplina, Kinuli e il terreno dei giovani animali; nel giugno 1938, informazioni su di lei furono pubblicate dal giornale inglese The Manchester Guardian; nel marzo 1939, l'articolo di Čaplina La mia amica Kinuli è una leonessa che ho allevato... apparve sulla prima pagina del giornale parigino Ce Soir. Čaplina firmò un contratto per la pubblicazione all'estero e nel 1939 un libro di suoi racconti, My animal friends, fu pubblicato a Londra da George Routledge & Sons Ltd.
Nel 1937, Vera Čaplina fu nominata responsabile della sezione predatori. Nel maggio 1941 ricevette un encomio «come miglior collaboratore dello zoo di Mosca». Nel luglio 1941, all'inizio della guerra, Čaplina, con una serie di animali particolarmente preziosi, fu evacuata negli Urali, nello zoo di Sverdlovsk. «C'era carenza di foraggio, dovevamo fare sforzi enormi per nutrirli e salvarli», ha raccontato la scrittrice anni dopo. Nelle condizioni più dure della guerra, Čaplina si dimostrò un'abile e determinata organizzatrice; nell'estate del 1942 fu nominata vicedirettrice dello zoo di Sverdlovsk e nella primavera del 1943 tornò a Mosca e fu nominata direttrice delle imprese di produzione dello zoo di Mosca.
Dopo aver dedicato più di 20 anni allo zoo di Mosca, nel 1946 Vera Čaplina si dedicò interamente alla creazione letteraria. Nel 1947 viene pubblicata la sua nuova raccolta I miei amici a quattro zampe («Четвероногие друзья»), che riscuote uno straordinario successo: pochi anni dopo viene ripubblicata non solo a Mosca, ma anche a Varsavia, Praga, Bratislava, Sofia e Berlino. Nel 1950, Čaplina si unisce all'Unione degli scrittori sovietici.
Dalla fine degli anni '40, lo scrittore naturalista Georgij Skrebiсkij è stato coautore di Vera Čaplina. Insieme hanno scritto le sceneggiature dei cartoni animati Viaggiatori della foresta («Лесные путешественники», 1951) e Nella foresta profonda («В лесной чаще», 1954). Dopo un viaggio congiunto nella Bielorussia occidentale, pubblicarono un libro di saggi sulla foresta di Białowieża (1949). Tuttavia, la vita nello zoo di Mosca continua a essere il suo soggetto principale e nel 1955 pubblica una raccolta di racconti intitolata I bambini dello zoo («Питомцы зопарка», ultima versione nel 1965).  La scrittura è diretta e semplice, affettuosa senza essere sentimentale; l'atteggiamento dell'autrice nei confronti degli animali di cui si è presa cura è tenero e pragmatico.

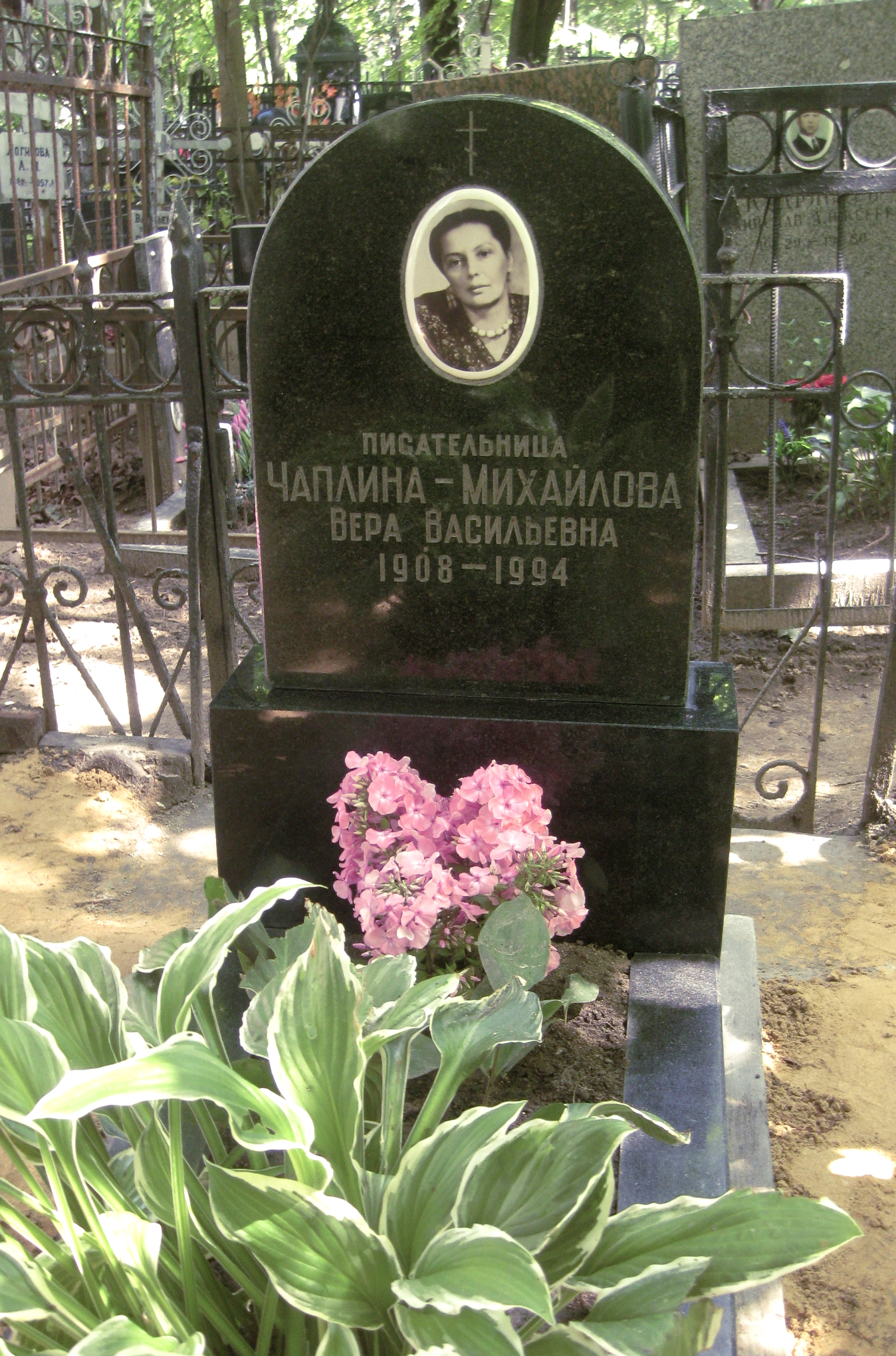
La tomba di Vera Čaplina nel cimitero di Vagan'kovo

Negli anni Cinquanta e Sessanta, i libri di Vera Čaplina sono stati pubblicati nei paesi del blocco orientale, in Francia, Giappone, Israele, Portogallo e Stati Uniti e sono stati tra le rare opere che hanno rappresentato la letteratura sovietica per l'infanzia all'estero. Ciò è tanto più notevole se si considera la totale assenza di ideologia sovietica. Tuttavia, questa circostanza non ha impedito alla Casa editrice di lingue straniere, che cercava di allargare la cerchia dei propri lettori, di pubblicare i racconti di Vera Čaplina in inglese, tedesco, spagnolo, arabo, coreano, hindi, bengalese, urdu e altre lingue. In totale, le sue opere sono state tradotte in 40 lingue (con oltre 130 edizioni). I libri di Čaplina sono particolarmente apprezzati dai lettori tedeschi: la casa editrice berlinese Der Kinderbuchverlag ha ristampato la raccolta «Четвероногие друзья» (I miei amici a quattro zampe) più di dieci volte e ha infine tradotto in tedesco quasi tutte le sue opere principali. Nel 1956 fu pubblicata a Tokyo un'edizione in due volumi di «Питомцы зоопарка» (I pupilli dello zoo), con una prefazione di Tadamichi Koga, direttore dello Ueno Zoo (Tokyo). Nello stesso anno, su iniziativa della scrittrice e traduttrice francese Marie Lahy-Hollebeck, le Éditions La Farandole pubblicano a Parigi una raccolta di racconti di Véra Čaplina, Mes amis à quatre pattes. Scrive Marc Soriano a proposito della raccolta: «Mes amis à quatre pattes di Véra Čaplina è una raccolta di storie incentrate sugli animali selvatici, piccoli leoni, grandi elefanti, lontre, ecc. L'autrice ha lavorato per molti anni nello zoo di Mosca [...] ha potuto osservarli con attenzione e rispetto. [...] Questo atteggiamento – umano e non antropocentrico – conferisce ad alcune pagine di V. Čaplina un tono davvero commovente». Secondo Renée Michel, «leggendo il suo libro, scritto con molto umorismo, se il lettore è francamente divertito, riceve anche lezioni di indulgenza e buon umore».
Vera Čaplina è morta il 19 dicembre 1994. È sepolta a Mosca nel cimitero di Vagan'kovo. Dal 2017, una biblioteca per bambini di Omsk è intitolata a Vera Čaplina e ospita una collezione delle sue edizioni, oltre a vari documenti e oggetti legati alla sua vita.

## Opere scelte
- «Малыши с зеленой площадки» / I bambini dello terreno verde (1935)
- «Кинули» /Kinuli (1937, ultima versione 1955)
- «Мои воспитанники»  / I miei allievi (1937)
- «Четвероногие друзья» / I miei amici a quattro zampe (1947)
- «В Беловежской пуще» / Nella foresta di Białowieża (con Georgij Skrebiсki, 1949)
- «Орлик»  / Orlik (1954)
- «Питомцы зоопарка»  / I pupilli dello zoo (1955, ultima versione 1965)
- «Друг чабана»  / L'amico del pastore (1961)
- «Несносный питомец»  / L'animale domestico importuno (1963)
- «Крылатый будильник» / Sveglia alata (1966)
- «Случайные встречи» / Incontri accidentali (1976)

## Autore di sceneggiature
- Кинули / Kinuli (documentario; 1935, Mostekhfilm)
- Похождения медвежонка / Le avventure di un orsacchiotto (commedia; 1936, Mežrabpomfil'm)
- Инстинкт в поведении животных / L'istinto nel comportamento degli animali (documentario; 1940, Mostechfil'm)
- Лесные путешественники / I viaggiatori della foresta (cartone animato; 1951, con G. Skrebickij; Sojuzmul'tfil'm). Edizione italiana: Uno scoiattolo vagabondo
- В лесной чаще / Nella foresta profonda (cartone animato; 1954, con G. Skrebickij; Sojuzmul'tfil'm)